# Перша міська гімназія міста Черкас
Пе́рша міська́ гімна́зія мі́ста Черка́си — один із найстаріших навчальних закладів не лише міста Черкаси, а й усієї України. Була заснована 1880 року як чоловіча гімназія, пізніше вона втратила цей статус. Статус гімназії було повернуто в 1994 році.

## Освітній процес
Із 1959 року учні гімназії вивчають англійську мову з першого класу. У 1990 році було відкрито суботню школу для п'яти- та шестирічок, які хотіли вивчати англійську. Роботу суботньої школи було припинено у 2018 році. У 1994 році було запроваджено вивчення іспанської, французької або німецької як другої обов'язкової іноземної мови для учнів 5-11 класів. Із того часу було багато досягнень у викладанні іноземних мов. У старших класах деякі предмети викладаються англійською (англійська та американська літератури, країнознавство Великої Британії та США, англійська граматика). В цілому у ПМГ вивчається 6 іноземних мов.
З 2016 року треті іноземні мови викладають волонтери-іноземці.
При вивченні англійської мови здійснюється поділ гімназистів на три групи (з 8-го класу)
Перша міська гімназія — Асоційована школа ЮНЕСКО. З 1989 року вона є активним членом програми міжнародного партнерства шкіл. Окремі предмети викладаються іноземними спеціалістами. У гімназії діє унікальна[джерело?] в області бібліотека літератури виданої іноземними мовами.
З 2018 року спеціалізації в перших класах немає (згідно нового Закону України «Про освіту»[джерело?]).
Згідно стратегії розвитку закладу у 2027 році ПМГ отримає статус академічного ліцею. Майбутня назва : "Перший академічний ліцей" Черкаської міської ради.

## Викладачі
У педагогічному колективі гімназії 57 учителів, серед них 4 заслужених вчителі України, 15 старших учителів, 29 учителів-методистів, 47 учителі вищої категорії. 18 учителів нагороджено значком «Відмінник освіти України».
Призерами щорічного всеукраїнського конкурсу «Вчитель року» ставали 4 вчителі. У гімназії 3 учителів — національні переможці українсько-американських програм «За досягнення у викладанні англійської мови та країнознавства» і «Партнери в освіті»: Ананьєва Надія Василівна (з 2019 року на пенсії), Ткаченко Людмила Данилівна (на пенсії) та Силенко Валерій Анатолійович.
Вчитель Береславська В. І. — співавтор кількох видань підручників іспанської мови в Україні.

## Вихованці
У школі навчається 738 (станом на 01.01.24) учнів віком від 6 до 17 років (23 класи-комплекти). Вони отримують академічний рівень знань. Традиційно у гімназії проводяться Міжнародний день театру, Міжнародний день Землі, Міжнародний день людей похилого віку, День знань, Свято останнього дзвоника та шкільний бал Королеви.
У гімназії розроблено, науково обґрунтовано та впроваджено:
- концепцію діяльності полілінгвістичної гімназії;
- модель діяльності полілінгвістичної гімназії;
- програму освітньої діяльності полілінгвістичної гімназії;
- програму інформатизації освітньої діяльності полілінгвістичної гімназії;
- програму науково-методичної та виховної роботи «Діалог культур»;
- положення про діяльність центру полілінгвістичного і полікультурного розвитку особистості та міжнародного співробітництва;
- положення про рейтингове оцінювання діяльності учнів.

В гімназії створено та діють дитячі НДО — Інтеракт-Черкаси, Євроклуб, Центр дитячої дипломатії. Видається газета «Гімназист» з 1996 року http://fcg.ck.ua/paper.
Відомі випускники гімназії (з 1880 р. по сьогодення):
- Баранніков Олексій Петрович — радянський філолог, індіолог, академік АН СРСР), знавець 40 мов.
- Крупницький Борис Дмитрович — український науковець, історик, освітній діяч. Професор Українського вільного університету та Богословсько-педагогічної академії в Мюнхені, дійсний член міжнародної Вільної академії наук у Парижі, голова історичної секції Української вільної академії наук.
- Замирайло Віктор Дмитрович — український живописець, графік, театральний художник.
- Яроцький Василь Якович, професор з історії, профспілковий діяч, репресований.
- Драй-Хмара Михайло Опанасович — український поет, літературознавець, перекладач. Батько Оксани Ашер.
- Королевич Олександр Дмитрович (літературний псевдонім — Лесь Гомін) — письменник доби Розстріляного відродження.
- Лебеденко Олександр Гервасійович, письменник радянської епохи, автор повісті про гімназію ПЕРВАЯ МИНИСТЕРСКАЯ (1934 р.)
- Кушнір Макар Олександрович — український політичний діяч і журналіст.
- Касяненки Євген, Андрій та Іван Іванович — українські громадсько-політичні діячі, авіаконструктори (репресовані)[джерело?]
- Хандогій Володимир Дмитрович — дипломат, Надзвичайний і Повноважний Посол України у Сполученому Королівстві Великої Британії і Північної Ірландії.
- Самарський Олександр Сергійович — дипломат, Надзвичайний і Повноважний Посол України в Ісламській Республіці Іран.
- Сиволап Михайло Павлович — український археолог та краєзнавець, засновник та перший директор Черкаського міського археологічного музею Середньої Наддніпрянщини
- Коваленко Володимир Миколайович, радник з консульських питань Посольства України у Великій Британії
- Кременецький Борис Володимирович — генерал-майор, представник України при ЄС.
- Митрополит Василь (Липківський В. К.) — законовчитель гімназії з 1890 року, майбутній Митрополит УАПЦ.
- Ткаченко Володимир Валерійович — Чемпіон світу, срібний призер 24 Олімпіади в Сеулі (1988р), Чемпіон Європи.
- Гусак Андрій Михайлович — український фізик-теоретик, доктор фізико-математичних наук, професор кафедри фізики Черкаського національного університету імені Богдана Хмельницького, заслужений діяч науки і техніки України.
- Михайлюк Святослав Юрійович-  український професійний баскетболіст, нині гравець «Нью-Йорк Нікс», США. До цього грав за такі команди як: «Черкаські Мавпи», «Лос-Анджелес Лейкерс», «Детройт Пістонс», «Оклахома-Сіті Тандер»
- Запорожець Олександр- призер (срібна медаль) Міжнародної олімпіади з хімії в Японії,2021 р.

## Досягнення
Гімназія — член освітянських організацій:
- TESOL-Україна;
- IATEFL-Україна;
- Всеукраїнського руху «Педагоги за мир і взаєморозуміння».
- Всеукраїнської асоціації «Відроджені гімназії України»
- Обласної асоціації керівників шкіл «Синергія».

Щороку кілька гімназистів стають призерами IV етапу всеукраїнських олімпіад та всеукраїнського конкурсу науково-дослідницьких робіт учнів-членів МАН, більше 20 — призерами та лауреатами всеукраїнської WEB-олімпіади.
Тільки у 2019 році 11 гімназистів стали призерами 4 етапу Всеукраїнських предметних олімпіад. Це був рекорд міста та області.
Щорічно 40-60 гімназистів беруть участь у всеукраїнських науково-практичних конференціях, семінарах, дебатах.
За роки існування українсько-американської програми «Майбутні лідери» 95 учнів ставали її національними переможцями і отримали стипендію на навчання протягом навчального року в середніх школах США.
Протягом багатьох років поспіль усі без винятку випускники гімназії вступають до вищих навчальних закладів України і зарубіжжя.
Багато гімназистів — лауреати міжнародних, всеукраїнських та обласних творчих конкурсів.
За результатами ЗНО має такі позиції у всеукраїунському рейтингу:
2023 рік -рейтинг не проводився,
2022 рік -рейтинг не проводився,
2021 рік — 90-ті в Україні,
2020 рік — 111-ті в Україні,
2019 рік — 160 в Україні,
2018 рік — 167 в Україні,
2020 рік — 111-ті в Україні,
2019 рік — 160 в Україні,
2018 рік — 167 в Україні, У 2011,2013 та 2019 гімназія перемагала у всеукраїнському конкурсі на найкращий інформаційний сайт навчального закладу «Вебсайт — обличчя успіху» посідаючи призові місця.
у 2012 році гімназія стала лауреатом Всеукраїнського конкурсу «100 найкращих товарів України» в номінації «Освітні послуги».
У 2014,2016,2018,2010,2020,2021,2022,2023 та 2024 роках гімназія була нагороджена Золотими медалями Міжнародної виставки «Сучасні заклади освіти» в різних номінаціях.
У 2015 році газета «ГІМНАЗИСТ» була визнана «Кращою газетою за змістом», м. Миколаїв
З 2016 році гімназія є учасником обласного проекту «Інноваційні школи Черкащини»
У гімназії працюють три мовних центри з екзаменування на отримання міжнародних мовних сертифікатів: центри DELE, Olympus та пункт Гете-Інституту.
Сайт гімназії fcg.ck.ua в розділі НОВИНИ оновляється щоденно. Працює віртуальна приймальня для спілкування з директором.

## Виховна робота
У гімназії відзначають:
- Міжнародний День Потужності
- День рідної мови;
- Єврейський день мов;
- День франкофонії;
- День іспаномовних країн
- День німецької мови;
- Фестиваль «Діалог культур».
- Конкурс «Я-корупціонер»
- Конкурс «Мій пухнастий друг»
- Конкурси «Ми, роду козацького діти» та «Нумо, дівчата»
- Міський конкурс для учнів 6-х класів ПЕДДІНГТОН (англійська мова)
- Обласну щорічну конференцію присвячену творчості Драй-Хмари (випускника гімназії)
- Паломництво на честь Старого Бога
- День Мандрівної Мушлі (ММ)